# Jean Nouguès
Jean André Charles Nouguès, né le 25 avril 1875 à Bordeaux et mort le 28 août 1932 dans le 16e arrondissement de Paris, est un compositeur français d'opéras.

## Biographie
Nouguès provenait d'une famille riche, et dans sa jeunesse, il ne reçut qu'une légère formation musicale. Il écrivit son premier opéra, Le Roi de Papagey, à l'âge de seize ans. Après des études plus approfondies à Paris, il composa un second opéra, Yannha, créé à Bordeaux en 1905. Ni celui-ci ni Thamyris en 1904 ne connurent beaucoup de succès. En 1905, Nouguès commença à se faire connaître avec sa musique de scène pour une production de la pièce de Maurice Maeterlinck La Mort de Tintagiles au Théâtre des Mathurins à Paris.
1909 fut l'année de la plus grande réussite de Nouguès avec l'opéra Quo Vadis, sur un livret de Henri Cain tiré du roman du même nom de Henryk Sienkiewicz. Quo Vadis fut créé à Nice et fut rapidement monté à Paris ; à partir de là, il alla à Londres et à Milan. La première en Amérique de l'opéra fut donnée en 1911 au Metropolitan Opera de New York, par la Société de Philadelphie à Chicago sous la direction de Cleofonte Campanini (en). Maggie Teyte chantait le premier rôle féminin. L'opéra fut également monté à Chicago et Philadelphie,. Quo Vadis reçut un bon accueil de la part des critiques. Reynaldo Hahn et Francis Casadesus étaient parmi ceux qui en louèrent la musique, tandis que d'autres estimèrent qu'une grande part de la réussite de l'œuvre pouvait être attribuée à la qualité de la distribution.
En 1910, Nouguès compose L'Auberge rouge et Chiquito, dont l'action se passe au Pays basque et qui fut d'abord présenté à l'Opéra-Comique de Paris. Au mois d'avril, il est opéré de l'appendicite. En 1912, La Danseuse de Pompéi fut monté dans ce dernier théâtre. L'Aigle fut créé à Rouen la même année. Pendant la Première Guerre mondiale, cet opéra fut mis en scène en Grande-Bretagne sous le titre de The French Eagle. En 1912, Nouguès composa Les Frères Danilo, qui semble avoir été commandé par Pathé Records comme étant le premier opéra écrit spécifiquement pour le phonogramme.
En 1914, Nouguès commença à tomber en disgrâce auprès de la critique. Après la première de La Vendetta à la Gaîté Lyrique, le critique Edmond Stoullig écrivit qu'il estimait que le compositeur aurait avantage à écrire beaucoup moins de musique. Néanmoins, Nouguès continua à composer et à écrire des opérettes dans les années 1920. Celles-ci avaient moins de succès que ses premières œuvres, même s'il trouva quelque succès avec sa musique de scène pour Cyrano de Bergerac d'Edmond Rostand, musique qui, à la fin de 1938, fut utilisée pour une retransmission de la pièce à la télévision.
Il est domicilié au 85 rue de Courcelles à Paris. Dans les années 1920, il est propriétaire du Vieux-Moulin à Vernon.
Jean Nouguès est mort à Paris en 1932.

## Distinctions
- Chevalier de la Légion d'honneur (décret du 25 janvier 1912).

## Œuvres principales
- 1901 : Le Roy du Papegai
- 1904 : Thamyris

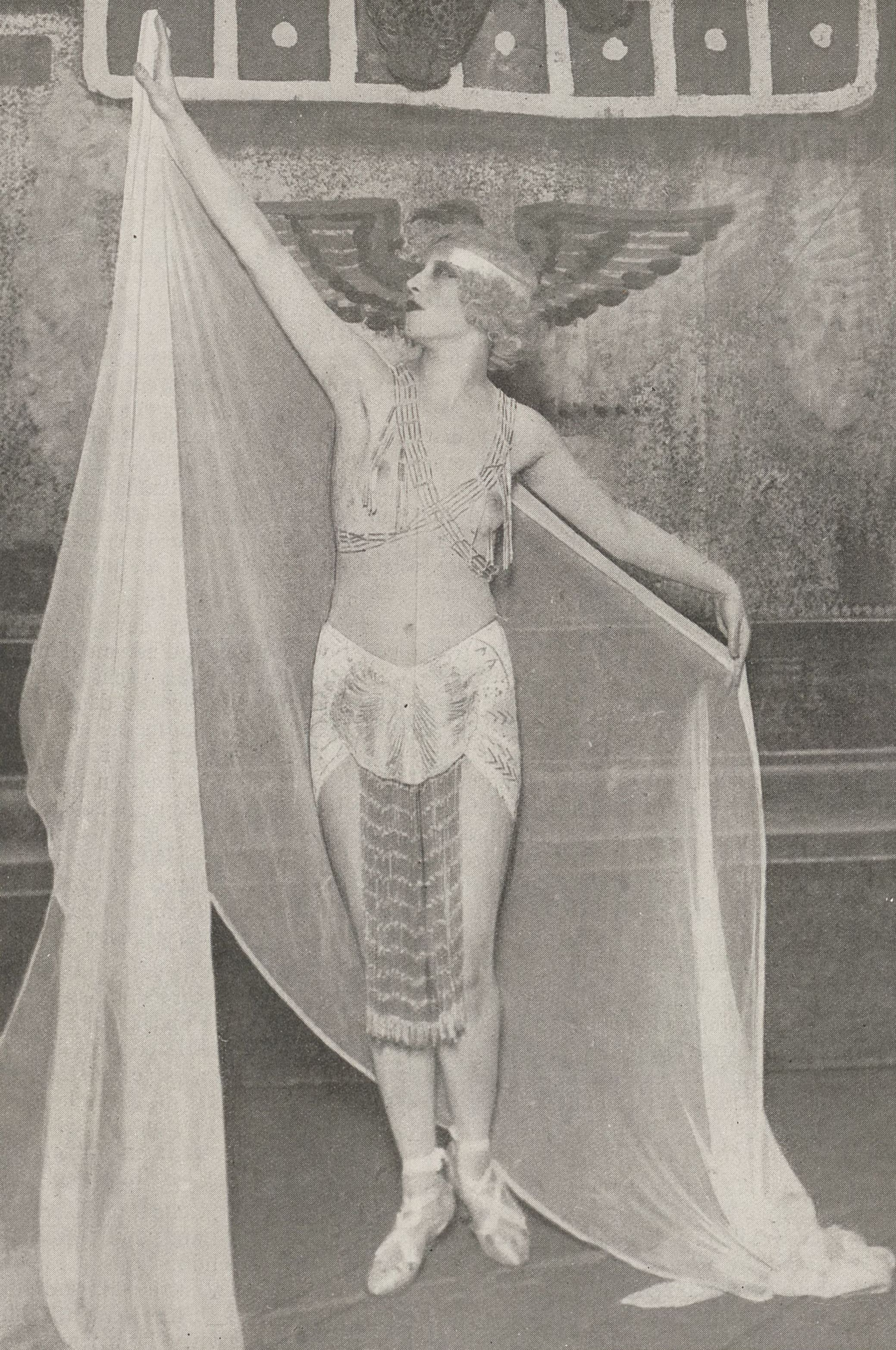
La Belle d'Herlys dans sa création de Quo Vadis au théâtre des Champs-Élysées.

- 1905 : La Mort de Tintagiles, musique de scène (la B.N. de musique possède une partition piano et chant de l'opéra complet)
- 1909 : Quo Vadis, opéra en 5 actes, sur un livret d'Henri Cain. Création le 10 février 1909
- 1909 : Chiquito, le joueur de pelote ou Scènes de la vie basque en quatre actes. Création le 30 octobre 1909
- 1910 : L'Auberge rouge
- 1911 : La Vendetta
- 1912 : L'Aigle, opéra en 3 actes, sur un livret d'Henri Cain et Louis Payen. Création le 1er février 1912 au théâtre des Arts de Rouen
- 1912 : La Danseuse de Pompéi , opéra-ballet en 5 actes, livret d'Henri Cain et Henry Ferrare
- 1926 : L'Homme qui vendit son âme au diable, opérette en 4 actes sur un livret de Pierre et Serge Veber
- 1927 : La Bouquetière de St Sulpice, comédie musicale
- 1927 : Les Commères du marché Saint-Germain, opérette sur un livret de Yoris Hanswick. Création le 23 mai 1927 à la Foire Saint-Germain
- 1927 : Le Marchand d'images, comédie musicale
- 1931 : Le Scarabée bleu, opérette à grand spectacle en 3 actes et 8 tableaux. Livret d'André Barde. Création le 30 octobre 1931 à la Gaîté Lyrique ; Jeanne de France, mystère lyrique en 4 actes et 8 tableaux, sur un poème de Léon Uhl.

## Enregistrements
Célèbre après Quo Vadis, Jean Nouguès a l'honneur unique d'être le premier compositeur au monde dont un opéra est intégralement enregistré sur disques : à la demande de Pathé, il compose spécialement pour le disque Les Frères Danilo en 1912. L'œuvre a été rééditée sur CD en 1997 (Marston Records). En dehors de cela, tout ce que l'on possède est une poignée d'extraits de Quo Vadis enregistrés par Armand Crabbé et Mattia Battistini. David Mason Greene indique également que certaines parties de L'Aigle ont été enregistrées.